# Василка Дамянова
Василка Дамянова е българска народна певица, изпълнителка на народни песни от Северняшката фолклорна област.

## Биография и творчество
Василка Дамянова е родена на 5 април 1942 година в Горна Митрополия.
След 1960 година работи с групи към Концертна дирекция и е солистка на Ансамбъла при Тракийското дружество в София.
През 1970 година е приета в Ансамбъла за народни песни на Българското радио, чийто хор по-късно става известен като „Мистерията на българските гласове“. С този състав пее в най-големите концертни зали на Европа, Азия, Америка и Африка. Записва много песни от Северна България за фонотеката на БНР, издава плочи и касети в Балкантон. Тя е една от трио „Зорница“, заедно с Калинка Згурова и Руска Недялкова. С триото имат издаден компактдиск.
По повод нейната 70-годишнина излиза биографична книга.